# Zsóri Martin
Zsóri Martin (Szeged, 1997. március 26. –) magyar televíziós műsorvezető, menedzser, producer.

## Pályafutása
A mezőkovácsházi Hunyadi János Középiskolában   érettségizett. Az érettségit követő nyáron munkát vállalt szerkesztő-riporterként a  Békéscsabai Médiacentrum Kft. 7.TV-jénél, ahol műsorokat készített a helyi lakosság részére. A Médiacentrum partnere az MTVA-nak, gyakran jelentkeztek be az M1 adásaiba a megye különböző pontjairól.
A Kodolányi János Egyetemen televíziós műsorkészítő szakán végzett 2019-ben.
Két egyetemista társával együtt hozták létre a Jaffa című önálló műsort, amely Zsóri Martin szellemi tulajdona. A műsor az országos Heti TV csatornán indult el 2018. február 7-én, számtalan influencerrel és közszereplővel.
2020. január 2-tól a FIX HD csatornával dolgozik együtt. Bóta Gábor portréműsora, a Bóta Café televíziós produkció producere.

## Médiamegjelenései
- Az Indexen 2021 májusában[3]
- Interjú a LifeTV-nek 2021.06.24-én[4]
- Petőfi Rádió Podcast,  Natasa Világa 2021 decemberében[5]
- Nyilatkozik a Due médiahálózat lapjában[6]
- A PestiTV-nek 2022 áprilisában ad interjút[7]
- Az ATV-nek adott interjút 2022 szeptemberében[8]
- A Békés megyei hírportálon[9]
- ATV-interjú 2023 február[10]